# 神田町 (豊田市)
神田町（かんだちょう）は、愛知県豊田市の町名。現行行政地名は神田町1丁目から2丁目。

## 地理
豊田市西部に位置し、東は元城町・十塚町、西は小坂本町、南は常盤町、北は西町に接する。

## 世帯数と人口
2023年（令和5年）10月1日現在の世帯数と人口は以下の通りである。
| 町丁   | 世帯数  | 人口  |
| ------ | ------- | ----- |
| 神田町 | 345世帯 | 548人 |

## 学区
市立小・中学校に通う場合、学区は以下の通りとなる。
| 番・番地等           | 小学校               | 中学校               | 高等学校普通科 |
| -------------------- | -------------------- | -------------------- | -------------- |
| 1丁目（一部）        | 豊田市立挙母小学校   | 豊田市立崇化館中学校 | 三河学区       |
| 1丁目（一部）・2丁目 | 豊田市立童子山小学校 | 豊田市立朝日丘中学校 | 三河学区       |

## 歴史

### 沿革
- 1959年（昭和34年）1月1日 - 挙母市大字挙母の一部より、豊田市神田町が成立[7]。
- 1985年（昭和60年） - 一部を小坂本町・西町へ編入[7]。

## 施設

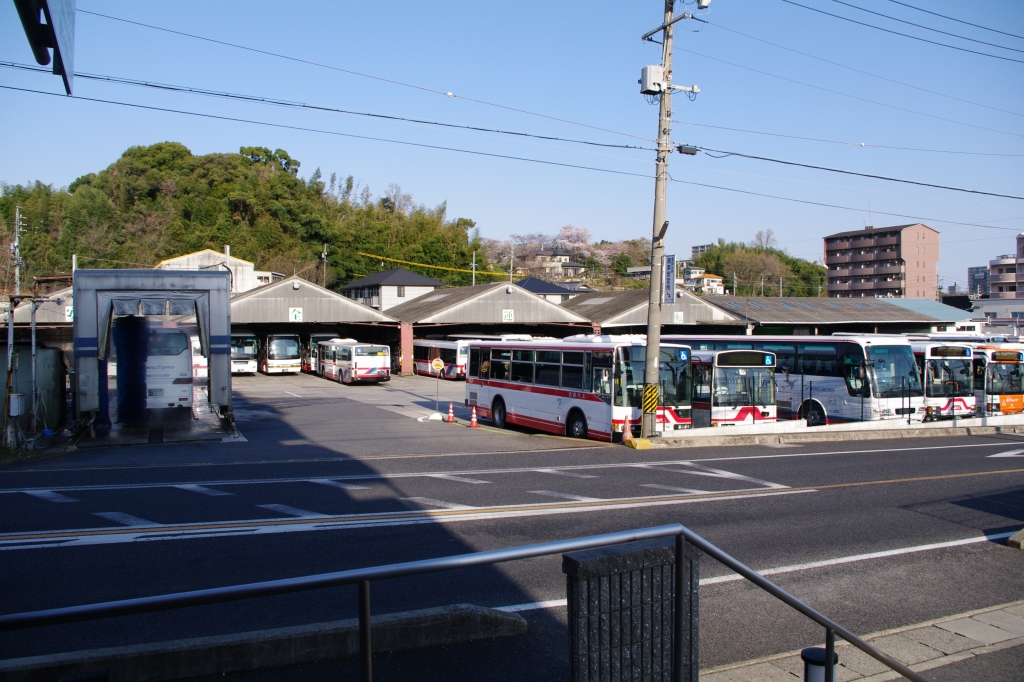
名鉄バス豊田営業所
- ホテルリブマックス愛知豊田駅前
- セブン-イレブン豊田市神田町店

- 名鉄バス豊田営業所

## 交通

### バス
- 名鉄バス68・69豊田市内線：（豊田市 方面 - ）神田町（ - 前山小学校前・トヨタ記念病院 方面）

### 道路
- 国道419号

## その他

### 日本郵便
- 郵便番号 : 471-0868[3]（集配局：豊田郵便局[8]）。